# Mas Hospici
El Mas Hospici és una masia d'Esponellà (Pla de l'Estany) inclosa a l'Inventari del Patrimoni Arquitectònic de Catalunya.

## Descripció
Casal rural format principalment per un sol cos rectangular cobert a dues aigües, amb el carener orientat de nord a sud. La façana principal està al sud, encara que antigament devia estar a ponent, on apareixen una porta dovellada de notables dimensions i una finestra gòtica amb dues ogives i pilaret central. La façana actual, a sud, presenta un cos de planta baixa i pis amb una golfa practicable sota el carener del teulat i oberta, amb pilar de suport que li dona aspecte simètric. A ponent hi ha un cos annexe.